# Lygosoma boehmei
Espèce
Synonymes
- Riopa boehmei (Ziegler, Schmitz, Heidrich, Vu & Nguyen, 2007)

Lygosoma boehmei est une espèce de sauriens de la famille des Scincidae.

## Répartition
Cette espèce est endémique de la province de Quảng Bình au Viêt Nam.

## Étymologie
Cette espèce est nommée en l'honneur de Wolfgang Böhme.

## Publication originale
- Ziegler, Schmitz, Heidrich, Vu & Nguyen, 2007 : A new species of Lygosoma (Squamata: Sauria: Scincidae) from the Central Truong Son, Vietnam, with notes on its molecular phylogenetic position. Revue Suisse de Zoologie, vol. 114, no 2, p. 397-415 (texte intégral).